# جبل الشعيرة
جبل الشعيرة هو جبل شاهق الارتفاع ضمن سلاسل جبال رمان الأسمر في المملكة العربية السعودية ، يقع في منطقة الثنية إلى الشرق من قرية الحامرية جنوب مدينة حائل بنحو 65 كم